# David Herold
David Edgar Herold (16. června 1842 – 7. července 1865) byl spolupachatel Johna Wilkese Bootha během atentátu na Abrahama Lincolna ze 14. dubna 1865. Po střelbě Herold doprovázel Bootha na cestě k Samuelovi Muddovi, jenž Boothovi ošetřil zranění na noze a zmínění dva muži dále unikali skrze Maryland do Virginie. Herold se s Boothem ukryl do stodoly, která byla později obklíčena. Herold se vzdal, Booth byl zastřelen a zemřel o několik hodin později. Herold byl následně odsouzen k trestu smrti a pověšen spolu s dalšími spolupachateli.